# Academia Internațională CFR 1907 Cluj
Academia Internațională CFR 1907 Cluj este o academie de fotbal din Cluj-Napoca destinată descoperirii și pregătirii tinerelor talente pentru fotbalul de performanță. Este pepiniera clubului de fotbal CFR Cluj. La începutul sezonului 2013-14 academia avea înscriși 206 copii la echipele de juniori.
Academia este un proiect realizat în parteneriat cu Genova International School of Soccer și beneficiază de auto-finanțare. Echipa mare a academiei evoluează în Liga a IV-a Cluj.

## Echipe
Academia CFR Cluj are în componență o echipă înscrisă în campionatul de seniori și 11 echipe de juniori, după cum urmează: Juniori A (1993-1994), Juniori B (1995-1996), Juniori B1 (1996), Juniori C (1997-1998), Juniori D (1999), Juniori D1 (2000), Juniori E (2001), Juniori E1 (2002), Juniori F (2003), Juniori 2004 și Juniori 2005.

## Staff
| Nume            | Funcție                           |
| --------------- | --------------------------------- |
| David Shankland | Antrenor principal la echipa mare |
| Francisc Dican  | Antrenor principal la juniori     |
| Dan Moldovan    | Antrenor portari                  |
| Vasile Gheorghe | Antrenor juniori A                |
| Mihai Pop       | Antrenor juniori B                |
| Mircea Feșnic   | Antrenor juniori B1               |
| János Mezei     | Antrenor juniori C, E1            |
| Alin Cazan      | Antrenor juniori D, F             |
| Simion Baciu    | Antrenor juniori D1               |
| Florin Popicu   | Antrenor juniori E                |
| Ionel Băgăreanu | Antrenor juniori 2004, 2005       |

Listă actualizată la data de 13 ianuarie 2014